# 1973 ve fotografii

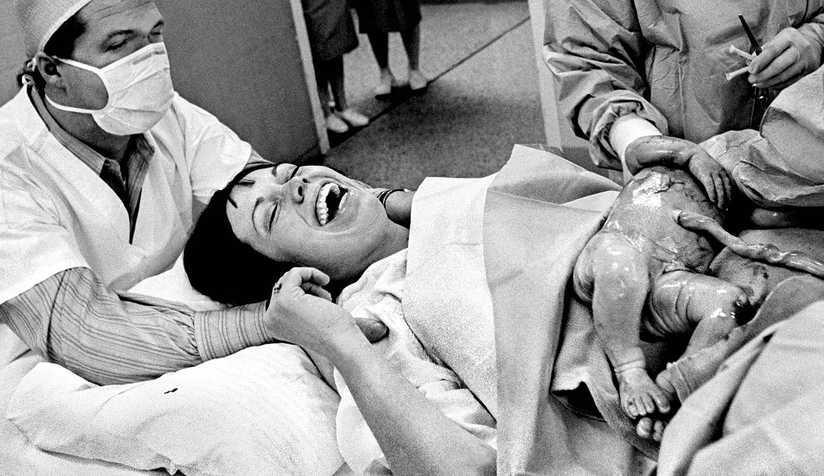
Brian Lanker: Moment of life, jedna ze série fotografií, za kterou obdržel Pulitzerovu cenu za fotografii

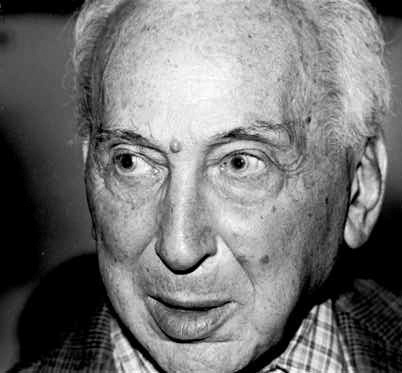
André Kertész získal v tomto roce cenu Prix Nadar

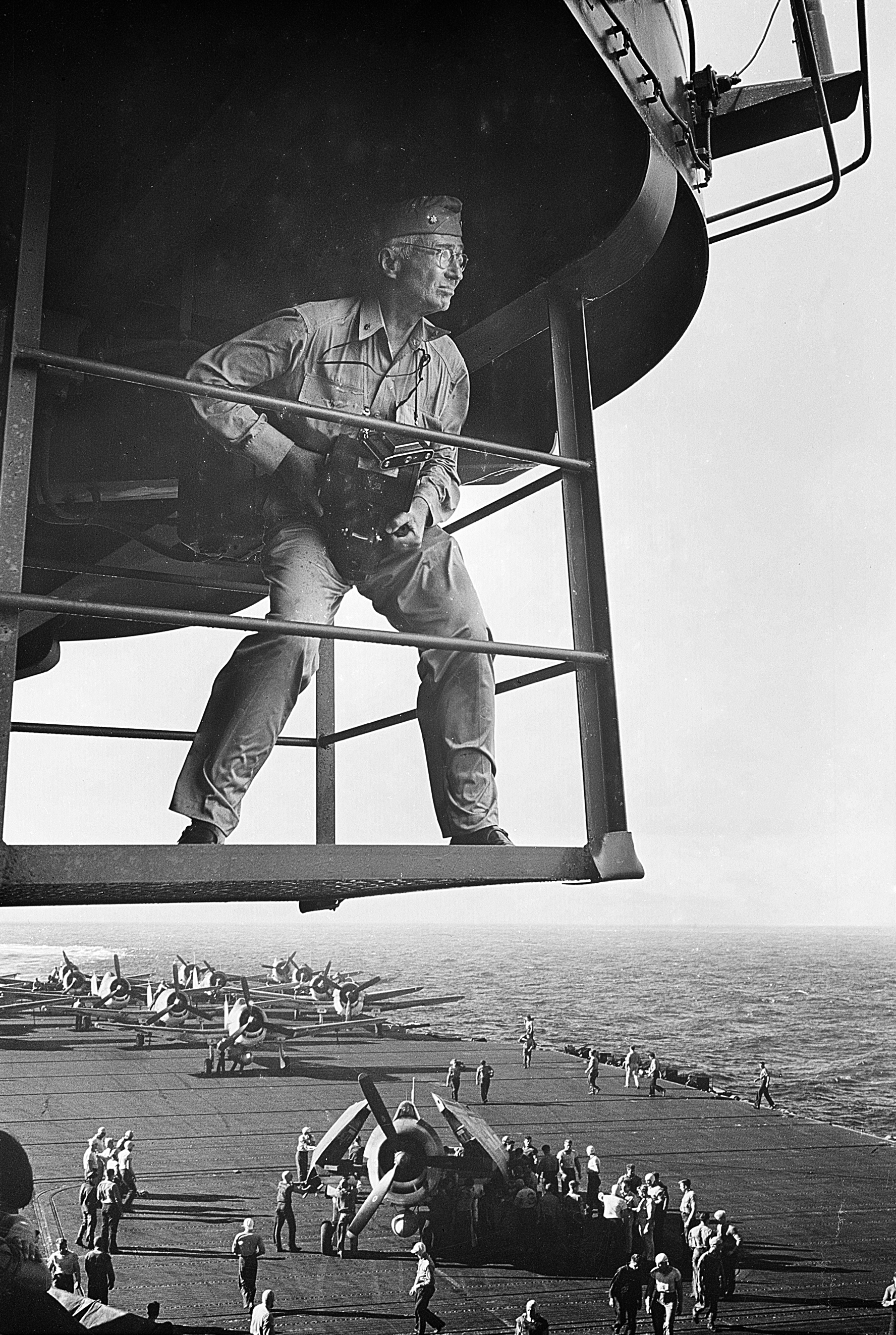
Edward Steichen fotografuje nad lodí USS Lexington, 1943

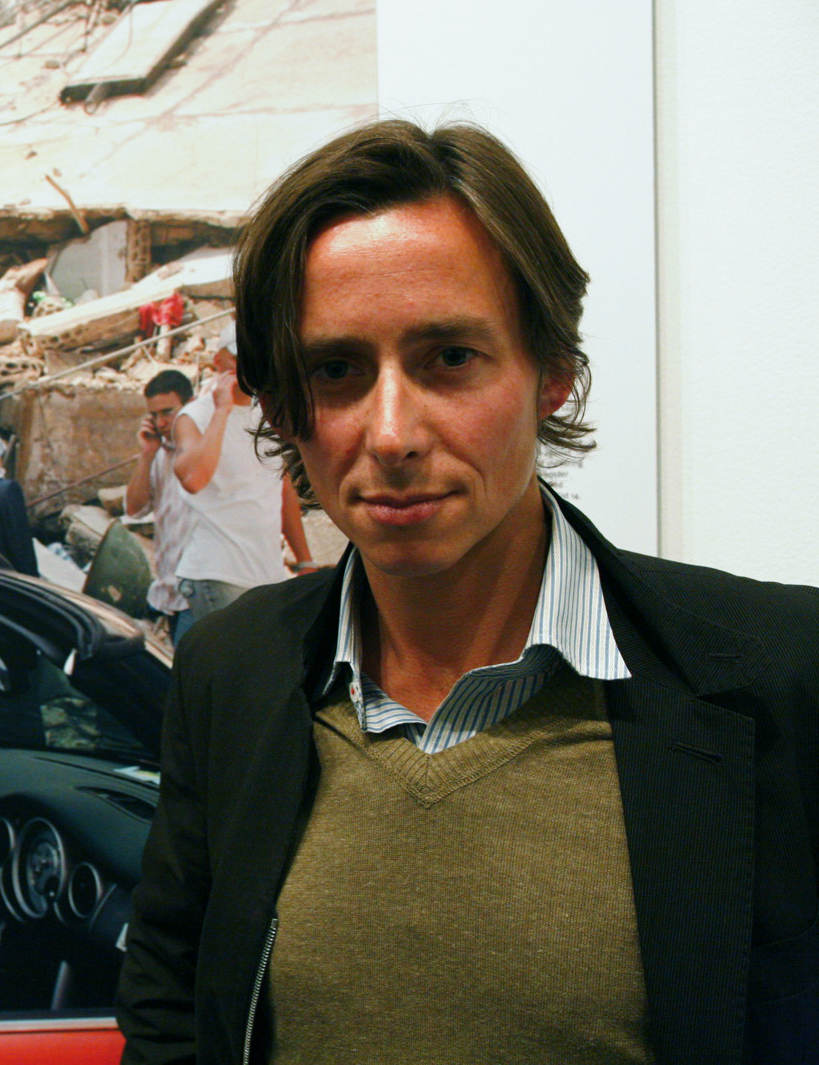
Spencer Platt se svou vítěznou fotografií na WPP 2006

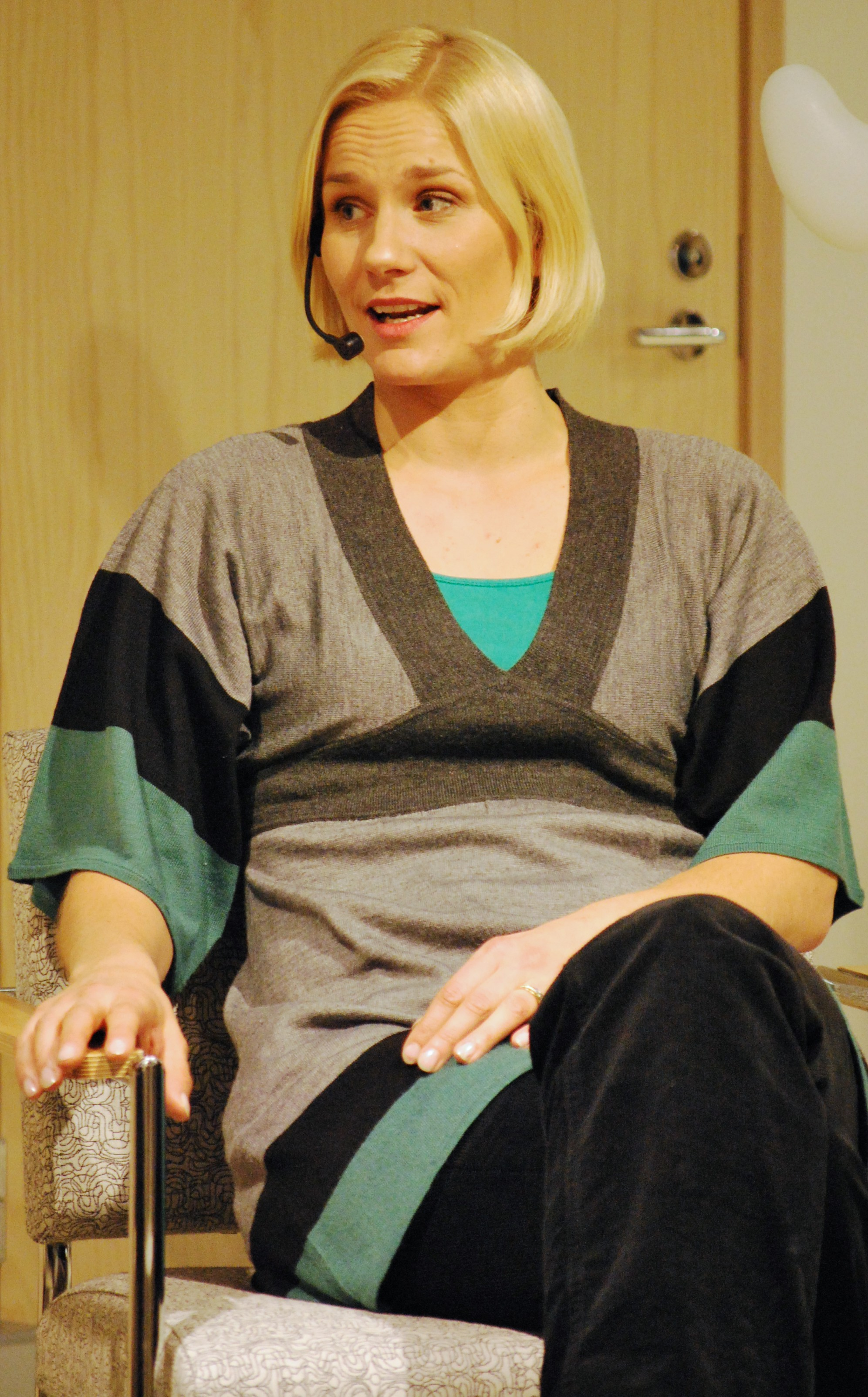
Dne 26. října se narodila finská herečka, modelka a fotografka Laura Malmivaara

Tento článek obsahuje významné fotografické události v roce 1973.

## Události
- Dne 17. března pořídil Slava Veder, Associated Press, fotografii Burst of Joy (snímek), která později vyhrála Pulitzerovu cenu Pulitzer Prize for Feature Photography. Snímek zobrazuje bývalého válečného zajatce, který se opět shledal se svou rodinou.
- Firma Fairchild Semiconductor zveřejnila první velkoformátový CCD čip, který měl 100 sloupců x 100 řádků.
- Rencontres d'Arles červenec–září, osobnosti: Imogen Cunningham, Linda Connor, Judy Dater, Allan Porter, Paul Strand nebo Edward S. Curtis.

## Ocenění
- World Press Photo – Orlando Lagos

- Prix Niépce – Albert Visage
- Prix Nadar – SOIXANTE ANS DE PHOTOGRAPHIES, André Kertész, ed. Le Chêne

- Zlatá medaile Roberta Capy – David Burnett, Raymond Depardon, Charles Gerretsen, Gamma Presse Images, „Chile“
- Cena Ansela Adamse – Leonard Berkowitz
- Pulitzerova cena
  -  Pulitzer Prize for Spot News Photography – Huynh Cong Ut (Nick Ut), Associated Press, za jeho fotografii „The Terror of War“, zachycující děti zasažené napalmem (fotografie).
  -  Pulitzer Prize for Feature Photography – Brian Lanker, Topeka Capital-Journal, „za jeho sekvenci porodu dítěte Moment of Life.“

- Cena Ericha Salomona – Magazín Avenue
- Cena za kulturu Německé fotografické společnosti – Walter Bruch,  Leopold Godowsky, Jr.  a Gotthard Wolf

## Narození v roce 1973

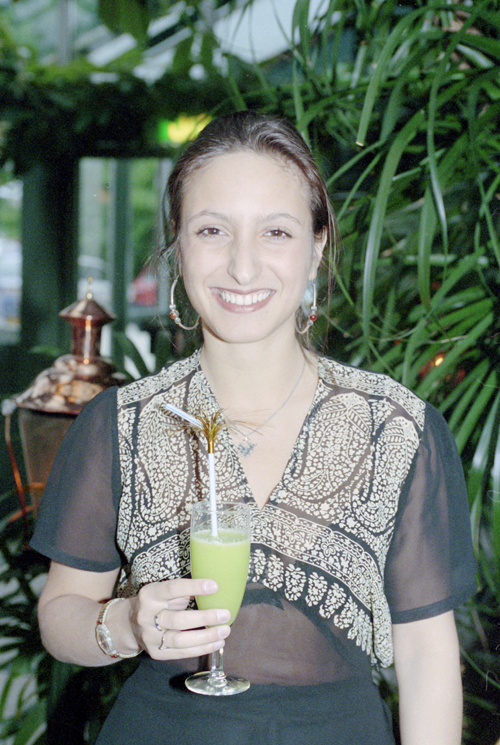
Sabine Koning, nizozemská herečka, producentka a fotografka

- 8. ledna – Jasna Klančišar, slovinská fotografka, profesorka, kurátorka a aktivistka LGBT
- 25. ledna – Lucie Drlíková, česká podvodní fotografka
- 27. ledna – Aino Kannisto, finská fotografka
- 5. února – Dorota Sadovská, slovenská umělkyně a fotografka
- 18. února – Václav Šálek, český profesionální reportážní fotograf
- 21. února – Michal Pěchouček, český fotograf
- 9. března – Sláva Sobotovičová, slovensko-česká fotografka a výtvarnice, která se specializuje na video performance
- 16. března – Spencer Platt, americký fotograf
- 21. března – Stewart Butterfield, kanadský miliardář a obchodník, nejznámější spoluzaložením webové stránky pro sdílení fotografií Flickr
- 28. března – Petr Francán, český fotograf
- 10. dubna – Salla Tykkä, finská umělkyně a fotografka
- 20. dubna – Tomáš Bican, český fotograf
- 9. června – Sylva Francová, česká fotografka
- 13. června – Jitka Kopejtková, česká fotografka a výtvarnice se zaměřením na koláž
- 27. června – Stephanie Welsh, americká porodní asistentka a reportážní fotografka, držitelka Pulitzerovy ceny za sérii o ženské obřízce v Keni
- 31. července – Gayla Trail, kanadská spisovatelka, zahradnice, návrhářka a fotografka, zakladatelka webu You Grow Girl
- 11. srpna – Gayle Chongová Kwanová, britská umělkyně a fotografka
- 5. září – Dita Pepe, česká fotografka
- 13. září – Sabine Koning, nizozemská herečka, producentka a fotografka
- 13. září – Tomáš Grim, český zoolog, birdwatcher, cestovatel a fotograf přírody
- 6. října – Vít Šimánek, český reportážní a dokumentární fotograf, od roku 2011 pracuje pro ČTK
- 8. října – Martin Tiso, slovenský výtvarník a fotograf
- 26. října – Laura Malmivaara, finská herečka, modelka a fotografka
- 13. listopadu – Lynsey Addario americká fotoreportérka, často se zaměřuje na roli žen v tradičních společnostech
- 20. listopadu – Matias Faldbakken, norský umělec, spisovatel a fotograf
- 4. prosince – Charlotte Spetalenová, norská umělecká fotografka, portréty pod vodou
- ? – Christian Bendayán, peruánský malíř, kreslíř, rytec a fotograf
- ? – Bill Gekas, australský fotograf, který se zaměřuje na výtvarné umění a portrétní fotografii
- ? – Nobara Hajakawa, kolumbijsko-japonská umělkyně, autorka, ilustrátorka, hudebnice a fotografka
- ? – Dar Yasin, indický fotograf
- ? – Filip Kulisev, slovenský fotograf
- ? – Majid Saeedi, íránský dokumentární fotograf
- ? – Valerij Vjačeslavovič Nistratov, ruský fotograf
- ? – Rosalind Nashashibi, palestinsko-anglická fotografka
- ? – Stephanie Sinclair, americká fotožurnalistka
- ? – Nanna Hänninen, finská fotografka
- ? – Kristen Ashburn, americká novinářská fotografka

## Úmrtí v roce 1973
- 1. ledna – Tamotsu Yatō, Tamocu Jató, japonský fotograf (* 1. ledna 1928)
- 24. března – Ernest Bachrach, americký fotograf filmových hvězd (* 20. října 1899)
- 25. března – Edward Steichen, americký fotograf (* 27. března 1879)
- 11. srpna – Bernard Biraben, francouzský fotograf (* 30. listopadu 1920)
- 18. srpna – Poul Johansen, dánský dvorní fotograf (* 11. října 1910)
- 13. září – Martín Chambi, peruánský fotograf (* 5. listopadu 1891)
- 30. září – Peter Pitseolak, inuitský fotograf, sochař, umělec a historik. Byl prvním domorodým fotografem Baffinova ostrova. (* 2. září 1902)
- 12. října – Oscar Bladh, švédský fotograf a průkopník letecké fotografie (* 3. června 1895)
- 16. října – Constantin Grünberg, finský fotograf narozený v Petrohradu, fotografoval umělecká díla a život v Helsinkách (* 14. května 1891)
- 3. listopadu – Marc Allégret, francouzský fotograf (* 23. prosince 1900)
- 29. listopadu – Taizo Ichinose, japonský fotograf (* 1. listopadu 1947)
- ? – Lotte Meitner-Grafová, rakouská portrétní fotografka aktivní v Londýně známá svými černobílými fotografiemi (* 1898 nebo 1899)
- ? – Boris Kudojarov, ruský novinářský fotograf (* ?)
- ? – Emmanuel Peillet, fotograf (* ?)
- ? – James Edward Abbe, fotograf (* ?)
- ? – André Zucca, fotograf (* ?)
- ? – Philippe Tiranty, fotograf (* ?)
- ? – Charles Bartésago, fotograf (* ?)
- ? – John Whitby Allen, fotograf (* ?)
- ? – Gaston de Jongh, fotograf (* ?)
- ? – Jakob Sildnik, fotograf (* ?)
- ? – Clément Dessart, fotograf (* ?)
- ? – Tenzin Gyatso (Demo Rinpoché), fotograf (* 1901)
- ? – Carlo Mollino, fotograf (* ?)
- ? – Ugo Mulas, fotograf (* ?)
- ? – Arthur Sasse, fotograf (* ?)
- ? – Eliot Elisofon, fotograf (* ?)
- ? – Michael Cooper, fotograf (* ?)
- ? – Pierre Delarue-Nouvellière, fotograf (* ?)
- ? – José Casaú, fotograf (* ?)